# NHL Entry Draft 2005

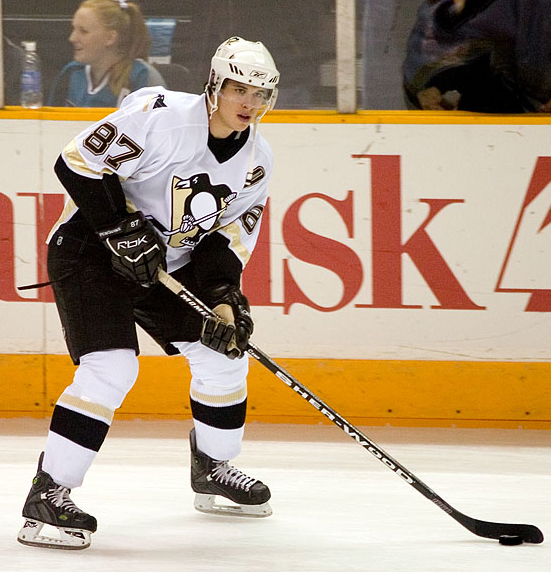
Wybrany z nr 1, Sidney Crosby (2006)

NHL Entry Draft 2005 był 43. draftem NHL w historii. Odbył się w dniu 30-31 lipca 2005 w hotelu Westin w Ottawa (Ontario). Rozlosowano 230 zawodników w 7 rundach. Z numerem 1 został wybrany Sidney Crosby do Pittsburgh Penguins.

## Draft 2005
Oznaczenie pozycji zawodników: B – bramkarz, O – obrońca, C – center, PW – prawskrzydłowy, LW – lewoskrzydłowy, S – skrzydłowy.

### Runda 1
| #  | Zawodnik             | Narodowość        | Drużyna NHL                                 | Klub macierzysty                  |
| -- | -------------------- | ----------------- | ------------------------------------------- | --------------------------------- |
| 1  | Sidney Crosby (C)    | Kanada            | Pittsburgh Penguins                         | Rimouski Océanic (QMJHL)          |
| 2  | Bobby Ryan (PS)      | Stany Zjednoczone | Anaheim Mighty Ducks                        | Owen Sound Attack (OHL)           |
| 3  | Jack Johnson (O)     | Stany Zjednoczone | Carolina Hurricanes                         | U.S. Nat. Team Dvmt. Prog. (NAHL) |
| 4  | Benoit Pouliot (LS)  | Kanada            | Minnesota                                   | Wild Sudbury Wolves (OHL)         |
| 5  | Carey Price (B)      | Kanada            | Montreal Canadiens                          | Tri-City Americans (WHL)          |
| 6  | Gilbert Brulé (C)    | Kanada            | Columbus Blue Jackets                       | Vancouver Giants (WHL)            |
| 7  | Jack Skille (PS)     | Stany Zjednoczone | Chicago Blackhawks                          | U.S. Nat. Team Dvmt. Prog. (NAHL) |
| 8  | Devin Setoguchi (PS) | Kanada            | San Jose Sharks (z Atlanty)                 | Saskatoon Blades (WHL)            |
| 9  | Brian Lee (O)        | Stany Zjednoczone | Ottawa Senators                             | Moorhead High School (USHS)       |
| 10 | Luc Bourdon (O)      | Kanada            | Vancouver Canucks                           | Val-d’Or Foreurs (QMJHL)          |
| 11 | Anže Kopitar (C)     | Słowenia          | Los Angeles Kings                           | Södertälje SK                     |
| 12 | Marc Staal (O)       | Kanada            | New York Rangers (z San Jose przez Atlantę) | Sudbury Wolves (OHL)              |
| 13 | Marek Zagrapan (C)   | Słowacja          | Buffalo Sabres                              | Chicoutimi Saguenéens (QMJHL)     |
| 14 | Sasha Pokulok (O)    | Kanada            | Washington Capitals                         | Cornell University (ECAC)         |
| 15 | Ryan O’Marra (C)     | Kanada            | New York Islanders                          | Erie Otters (OHL)                 |
| 16 | Alex Bourret (PS)    | Kanada            | Atlanta Thrashers (z NY Rangers)            | Lewiston Maineiacs (QMJHL)        |
| 17 | Martin Hanzal (C)    | Czechy            | Phoenix Coyotes                             | Red Deer Rebels (WHL)             |
| 18 | Ryan Parent (C)      | Kanada            | Nashville Predators                         | Guelph Storm (OHL)                |
| 19 | Jakub Kindl (O)      | Czechy            | Detroit Red Wings                           | Kitchener Rangers (OHL)           |
| 20 | Kenndal McArdle (LS) | Kanada            | Florida Panthers (z Philadelphia)           | Moose Jaw Warriors (WHL)          |
| 21 | Tuukka Rask (B)      | Finlandia         | Toronto Maple Leafs                         | Ilves                             |
| 22 | Matt Lashoff (O)     | Stany Zjednoczone | Boston Bruins                               | Kitchener Rangers (OHL)           |
| 23 | Niclas Bergfors (PS) | Szwecja           | New Jersey Devils                           | Södertälje SK                     |
| 24 | T.J. Oshie (C)       | Stany Zjednoczone | St. Louis Blues                             | Warroad High School (USHS, MN)    |
| 25 | Andrew Cogliano (C)  | Kanada            | Edmonton Oilers                             | St. Michael’s Buzzers (OPJHL)     |
| 26 | Matt Pelech (O)      | Kanada            | Calgary Flames                              | Sarnia Sting (OHL)                |
| 27 | Joe Finley (O)       | Stany Zjednoczone | Washington Capitals (z Colorado)            | Sioux Falls Stampede (USHL)       |
| 28 | Matt Niskanen (O)    | Stany Zjednoczone | Dallas Stars                                | Virginia High School (USHS)       |
| 29 | Steve Downie (PS)    | Kanada            | Philadelphia Flyers (z Florida)             | Windsor Spitfires (OHL)           |
| 30 | Vladimír Mihálik (O) | Słowacja          | Tampa Bay Lightning                         | HC 07 Prešov                      |

### Runda 2
| #  | Zawodnik                | Narodowość        | Drużyna NHL                                         | Klub macierzysty            |
| -- | ----------------------- | ----------------- | --------------------------------------------------- | --------------------------- |
| 34 | Ryan Stoa (C)           | Stany Zjednoczone | Colorado Avalanche                                  | US NTDP (NAHL)              |
| 35 | Marc-Édouard Vlasic (O) | Kanada            | San Jose Sharks (z Calgary)                         | Quebec Remparts (QMJHL)     |
| 39 | Petr Kalus (C)          | Czechy            | Boston Bruins                                       | HC Vítkovice                |
| 41 | Ondřej Pavelec (B)      | Czechy            | Atlanta Thrashers (z Philadelphia przez NY Rangers) | HC Kladno                   |
| 44 | Paul Stastny (C)        | Kanada            | Colorado Avalanche (z Phoenix)                      | University of Denver (WCHA) |

### Runda 3
| #  | Zawodnik                | Narodowość        | Drużyna NHL                      | Klub macierzysty            |
| -- | ----------------------- | ----------------- | -------------------------------- | --------------------------- |
| 62 | Kris Letang (O)         | Kanada            | Pittsburgh Penguins              | Val-d’Or Foreurs            |
| 70 | Witalij Anikiejenko (O) | Rosja             | Ottawa Senators                  | Łokomotiw Jarosław          |
| 73 | Radek Smoleňák (LS)     | Czechy            | Tampa Bay Lightning (z San Jose) | Kingston Frontenacs         |
| 75 | Perttu Lindgren (C)     | Finlandia         | Dallas Stars (z Washington)      | HIFK                        |
| 83 | Mikko Lehtonen (PS)     | Finlandia         | Boston Bruins                    | Blues                       |
| 85 | Ben Bishop (B)          | Stany Zjednoczone | St. Louis Blues                  | Texas Tornado               |
| 87 | Marc-André Gragnani (O) | Kanada            | Buffalo Sabres (z Calgary)       | Prince Edward Island Rocket |
| 91 | Oskars Bārtulis (O)     | Łotwa             | Philadelphia Flyers              | Moncton Wildcats            |

### Runda 4
| #   | Zawodnik               | Narodowość | Drużyna NHL                               | Klub macierzysty               |
| --- | ---------------------- | ---------- | ----------------------------------------- | ------------------------------ |
| 98  | Ilja Zubow (C)         | Rosja      | Ottawa Senators (z St. Louis)             | Traktor Czelabińsk             |
| 100 | Jonathan Sigalet (O)   | Kanada     | Boston Bruins                             | Bowling Green State University |
| 106 | Vladimír Sobotka (LS)  | Czechy     | Boston Bruins (wyrównawczo)               | Slavia Praga                   |
| 108 | Niklas Hjalmarsson (O) | Szwecja    | Chicago Blackhawks (z New York Islanders) | HV71                           |
| 121 | Juraj Mikúš (C)        | Słowacja   | Montreal Canadiens                        | HK 36 Skalica                  |

### Runda 5
| #   | Zawodnik                | Narodowość | Drużyna NHL                 | Klub macierzysty          |
| --- | ----------------------- | ---------- | --------------------------- | ------------------------- |
| 128 | Kevin Lalande (B)       | Kanada     | Calgary Flames (z Carolina) | Belleville Bulls (OHL)    |
| 131 | Tomáš Pöpperle (B)      | Czechy     | Columbus Blue Jackets       | Sparta Praga              |
| 139 | Patrik Hersley (O)      | Szwecja    | Los Angeles Kings           | Malmö Redhawks            |
| 146 | Tom Wandell (C)         | Szwecja    | Dallas Stars                | Södertälje                |
| 148 | Anton Krysanow (C)      | Rosja      | Phoenix Coyotes             | Łada Togliatti            |
| 150 | Cal O’Reilly (C)        | Kanada     | Nashville Predators         | Windsor Spitfires (OHL)   |
| 156 | Ryan Reaves (PS)        | Kanada     | St. Louis Blues             | Brandon Wheat Kings (WHL) |
| 157 | Fredrik Pettersson (PS) | Szwecja    | Edmonton Oilers             | Frölunda                  |

### Runda 6
| #   | Zawodnik                   | Narodowość | Drużyna NHL                  | Klub macierzysty       |
| --- | -------------------------- | ---------- | ---------------------------- | ---------------------- |
| 163 | Marek Kvapil (PS)          | Czechy     | Tampa Bay Lightning          | Saginaw Spirit         |
| 191 | Wiaczesław Burawczikow (O) | Rosja      | Buffalo Sabres (z Minnesota) | Krylja Sowietow Moskwa |

### Runda 7
| #   | Zawodnik               | Narodowość        | Drużyna NHL                       | Klub macierzysty |
| --- | ---------------------- | ----------------- | --------------------------------- | ---------------- |
| 200 | Siarhiej Kascicyn (LW) | Białoruś          | Montreal Canadiens                | HK Homel         |
| 205 | Mário Bližňák (C)      | Słowacja          | Vancouver Canucks                 | HK Dubnica       |
| 216 | Anton Strålman (O)     | Szwecja           | Toronto Maple Leafs               | Timrå            |
| 219 | Nikołaj Lemtiugow (PS) | Rosja             | St. Louis Blues                   | CSKA Moskwa      |
| 228 | Chad Rau (C)           | Stany Zjednoczone | Toronto Maple Leafs (wyrównawczo) | US NTDP (NAHL)   |
| 230 | Patric Hörnqvist (PS)  | Szwecja           | Nashville Predators (wyrównawczo) | Djurgårdens IF   |